# Championnat du Luxembourg féminin de football 2012-2013
Navigation
Saison précédente Saison suivante
Le Championnat du Luxembourg de football féminin 2012-2013 est la 26e saison de la compétition.

## Clubs participants
| Place       | Club                       | Terrain                         |
| ----------- | -------------------------- | ------------------------------- |
| 1           | FC Progrès Niedercorn      | Stade Jos Haupert               |
| 2           | FC Jeunesse Junglinster    | Stade de la Route de Luxembourg |
| 3           | FC Mamer 32                | Stade François Trausch          |
| 4           | AS Wincrange               | Stade Henri Lamborelle          |
| 5           | FC Minerva Lintgen         | Stade Jean Donnersbach          |
| 6           | Entente Cebra-Gasperich    | Stade Emile Bintner             |
| 7           | Sporting Club Ell          | Terrain Um Essig                |
| 8           | FC Blo-Wäiss Itzig         | Stade Albert Kongs              |
| 1er Ligue 2 | Entente Canach-Remich Bous | Terrain rue de Lenningen        |
| 2e Ligue 2  | Fola Esch                  | Stade E. Mayrisch               |

## Classement final
|  |    |                              | M  | G  | N | P  | Bp | Bc | Pts |
|  | -- | ---------------------------- | -- | -- | - | -- | -- | -- | --- |
|  | 1  | FC Jeunesse Junglinster T    | 18 | 15 | 3 | 0  | 84 | 22 | 48  |
|  | 2  | Sporting Club Ell            | 18 | 12 | 2 | 4  | 68 | 26 | 38  |
|  | 3  | FC Progrès Niedercorn        | 18 | 9  | 3 | 6  | 56 | 33 | 30  |
|  | 4  | Entente Cebra-Gasperich      | 18 | 9  | 3 | 6  | 48 | 33 | 30  |
|  | 5  | FC Blo-Wäiss Itzig           | 18 | 9  | 3 | 6  | 41 | 29 | 30  |
|  | 6  | AS Wincrange                 | 18 | 8  | 3 | 7  | 49 | 41 | 27  |
|  | 7  | FC Minerva Lintgen           | 18 | 7  | 4 | 7  | 31 | 44 | 25  |
|  | 8  | FC Mamer 32                  | 18 | 5  | 4 | 9  | 18 | 26 | 19  |
|  | 9  | Fola Esch P                  | 18 | 2  | 1 | 15 | 14 | 74 | 7   |
|  | 10 | Entente Canach-Remich Bous P | 18 | 1  | 0 | 17 | 13 | 94 | 3   |